# Kodipalya, Kunigal
Kodipalya là một làng thuộc tehsil Kunigal, huyện Tumkur, bang Karnataka, Ấn Độ.